# 2021年烏茲別克斯坦總統選舉
2021年烏茲別克斯坦總統選舉於2021年10月24日舉行，是該國從蘇聯獨立以來的第6次總統選舉。 
外界在選舉前預期爭取連任的肖開提·米爾則亞耶夫（乌兹别克斯坦自由民主党籍）可以成功連任。有兩位反對派人物已宣佈有意參選，但當局一再拒絕他們所屬政黨的登記，截至2021年7月，其中一人已放棄參選。

## 選舉制度
總統選舉採取两轮选举制。只有期限前已在當局登記的政黨可以提名候選人，無黨籍人士不能自行登記參選。
烏茲別克斯坦中央選舉委員會於2021年9月14日宣佈由五大政黨分別提名的五人獲登記為總統候選人。競選於2021年9月20日開始。

## 選舉結果
2021年10月25日，烏茲別克斯坦中央選舉委員會宣佈初步計票結果，時任總統米爾則亞耶夫取得約8成選票成功連任。投票率約80.8%。
| 候选人                 | 候选人                  | 政党                         | 票数       | %      |
| ---------------------- | ----------------------- | ---------------------------- | ---------- | ------ |
|                        | 肖開提·米爾則亞耶夫     | 乌兹别克斯坦自由民主党       | 12,988,964 | 80.31  |
|                        | 马克苏达·瓦里索娃       | 乌兹别克斯坦人民民主党       | 1,075,016  | 6.65   |
|                        | 阿利舍尔·卡德罗夫       | 乌兹别克斯坦“民族复兴”民主党 | 888,515    | 5.49   |
|                        | 纳尔祖洛·奥布洛穆罗多夫 | 烏茲別克斯坦生態黨           | 670,641    | 4.15   |
|                        | 巴克罗姆·阿卜杜哈里莫夫 | 公正社會民主黨               | 549,766    | 3.40   |
| 总共                   | 总共                    | 总共                         | 16,172,902 | 100.00 |
|                        |                         |                              |            |        |
| 有效票数               | 有效票数                | 有效票数                     | 16,172,902 | 99.76  |
| 无效及空白票数         | 无效及空白票数          | 无效及空白票数               | 39,441     | 0.24   |
| 总票数                 | 总票数                  | 总票数                       | 16,212,343 | 100.00 |
| 已登记选民／投票率     | 已登记选民／投票率      | 已登记选民／投票率           | 20,158,907 | 80.42  |
| 资料来源：AKIpress CEC |                         |                              |            |        |